# USA Records
USA Records was een Amerikaans platenlabel dat popmuziek, rhythm & blues en blues uitbracht. Het label werd in 1960 in Chicago opgericht door Jim Golden. Sublabels waren Destination Records en Riviera. De grootste hit van USA Records was "Kind of a Drag" door The Buckinghams. Het label was actief tot 1969.
Artiesten die op het label uitkwamen waren onder meer Willie Mabon, Jimmy Burns, Lonnie Brooks, Junior Wells en Russ Carlyle.